# 輸尿管導管

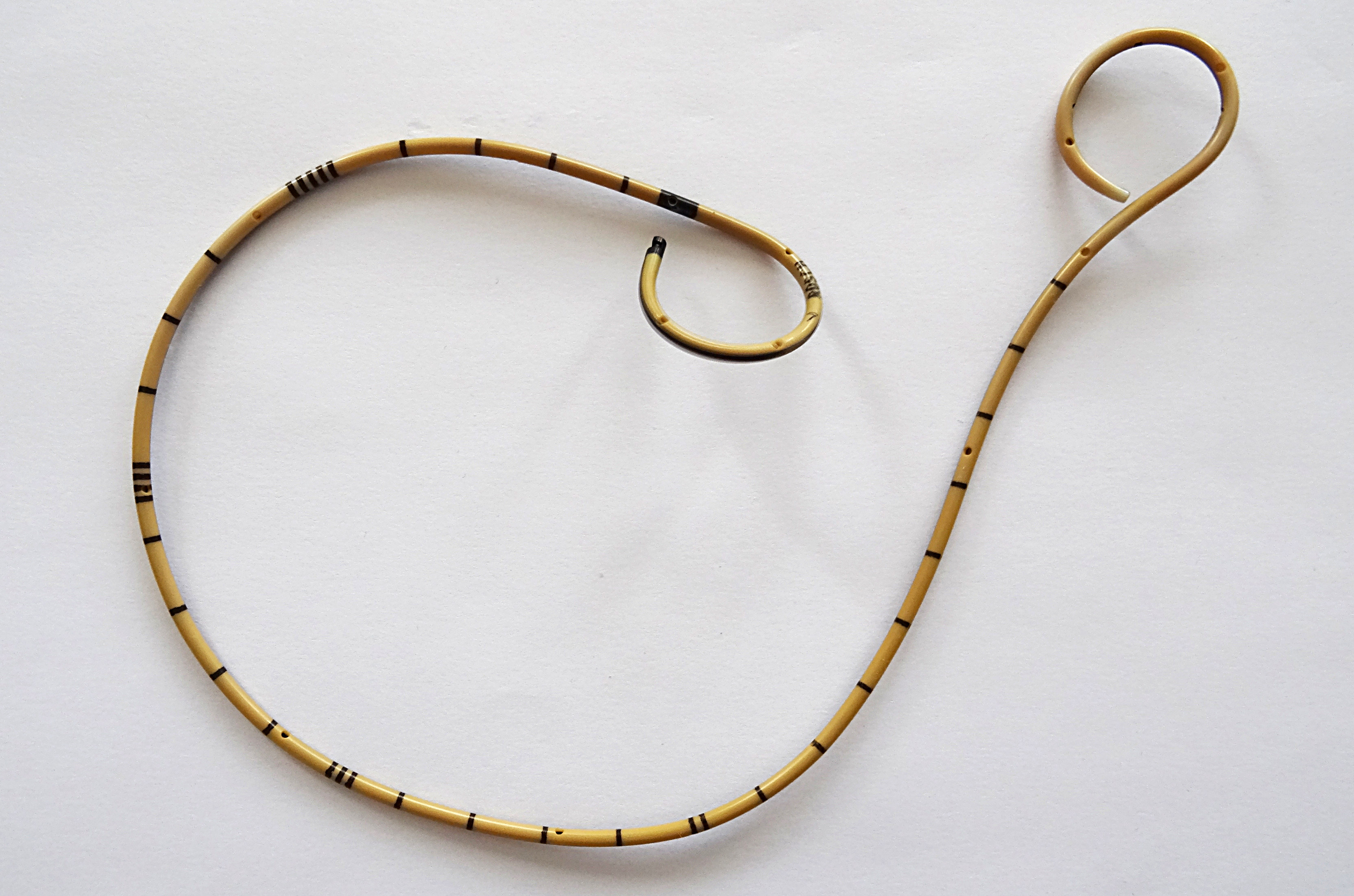
Ureteral stent

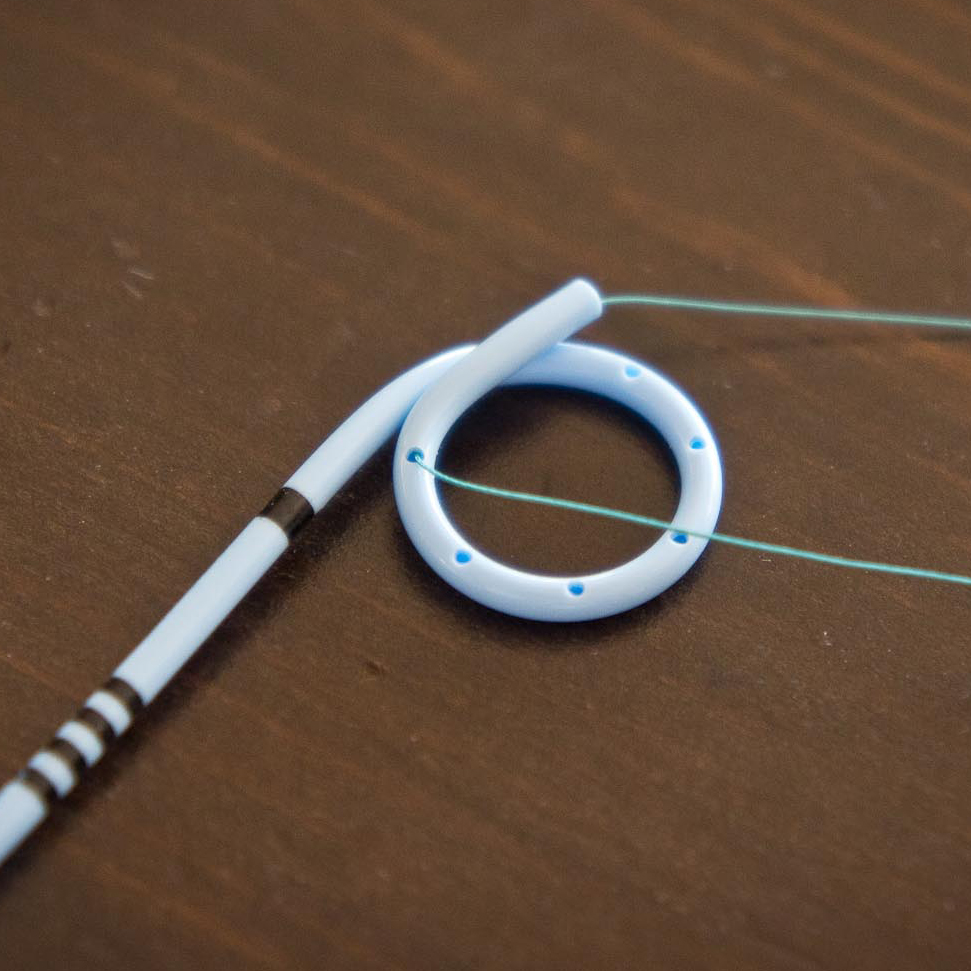
Ureteral stent

输尿管導管（英文：ureteral stent或ureteric stent，或譯輸尿管支架）是放置於输尿管中的细導管，以防止或治療由腎臟至膀胱之間的尿液阻塞，通常使用膀胱镜以放置之。導管的一端或两端捲曲以避免移位，稱為JJ導管、双J導管（double J stent）或豬尾導管（pig-tail stent）。需要依照病人狀況，選用不同規格的導管；成年患者使用的導管長度介於24到30公分之間。 

## 放置導管
輸尿管導管目標在於保持輸尿管暢通。輸尿管可能因為結石或是手術而受損，因此可以放置輸尿管導管，暫時經由輸尿管引流尿液，避免腎臟因尿液流出受阻而受損，直至結石移除。如果輸尿管因腫瘤而致阻塞，或是被他處腫瘤壓迫而受阻，則可放置輸尿管導管，以免腫瘤手術時傷害輸尿管，或是在無法以手術治癒時，藉由導管保持輸尿管暢通。 
在以輸尿管內視鏡移除結石時，也可以放置導管，以避免手術過程中輸尿管受刺激而痙攣或縮窄，影響尿液引流。這種情形下輸尿管導管一般約留置一周，之後取出。

## 副作用和併發症

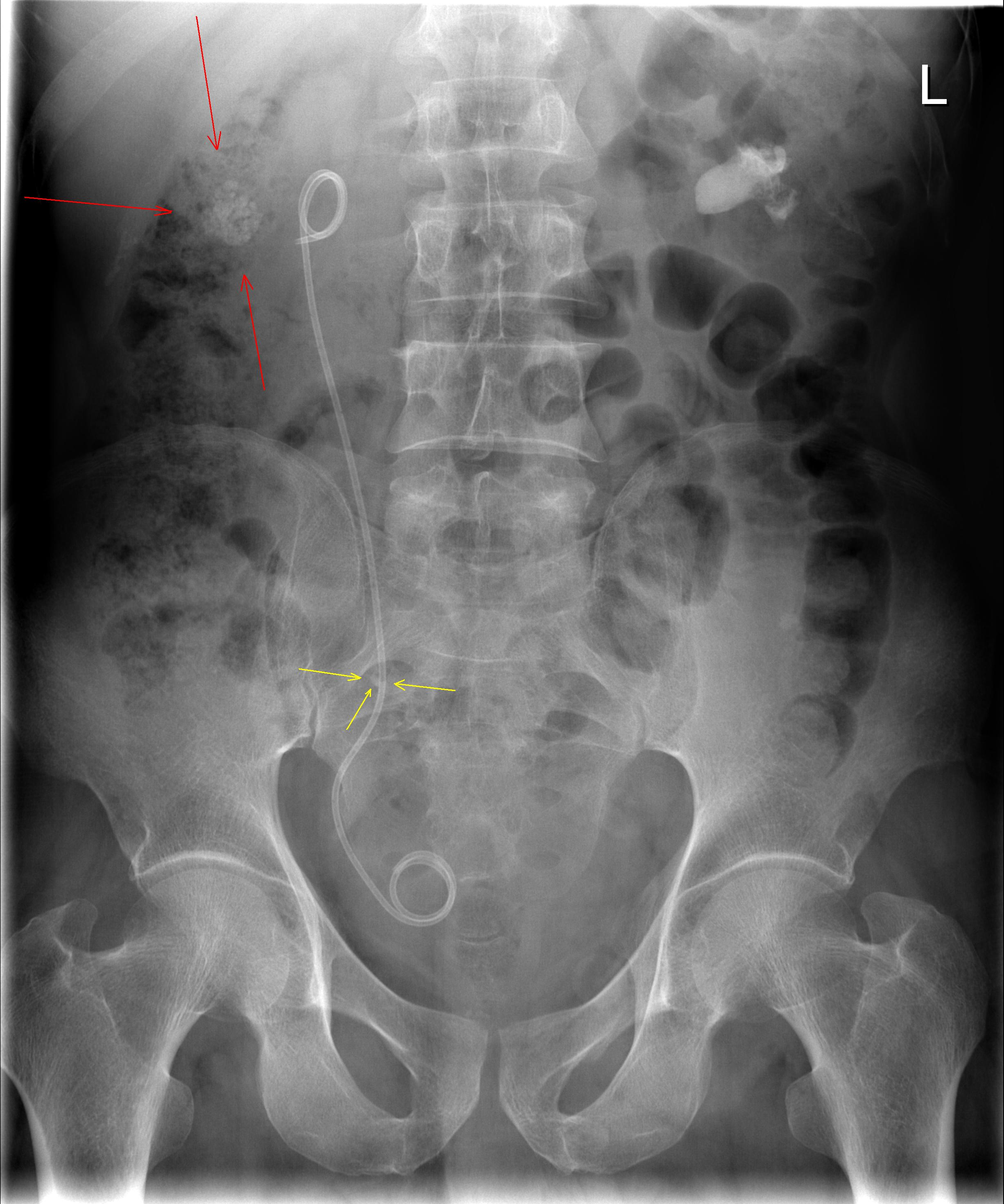
腹部X光片顯示雙J導管，用以緩解腎結石（紅色箭頭）導致之腎絞痛。另可見阻塞輸尿管之輸尿管結石（黃色箭頭）。

主要併發症包括移位、感染、阻塞。已有包覆藥物（如肝素）的導管，用以減少感染與阻塞的發生，以求減少更換導管次數。
其他併發症包括急尿，頻尿，血尿，漏尿，腎臟，膀胱或腹股溝的疼痛，以及排尿期間和排尿後短時間內的腎臟疼痛。 這些狀況通常是暫時的，可移除導管後便消失。有時可使用治療膀胱活動過度的藥物，以緩解急尿或頻尿。 
有的導管附有一条移除用线，可穿过尿道而線頭留於体外，以便將來移除。但這條線可能会刺激尿道，对于先天罹患尿道下裂 ，或因其他情形而需類似的矯治手術的病人而言，更加重要。使用附有移除線之導管的病人，需要注意不要意外抓拉該線，以免意外拉出導管。 
體內裝置輸尿管導管的病人，工作和其他日常活动可正常进行，也可进行性活动（但是帶有移除線的導管可能會影響性行为。）  不過在做激烈運動時，導管仍可能導致不適。 導管可能會位於男性的前列腺上，在病人射精時，前列腺可能會讓病人很不舒服（類似嚴重的痙攣或刺激）。因此病人應小心從事性行為。    

## 移除
附有移除線的導管，可以拉著線將其移除。移除時可以在病人下方舖上墊子，以免尿液漏洩汙染。注意施力要均勻與穩定，慢慢順暢移除導管，避免突動與突停。沒有固定線的導管則需用膀胱镜取出。多數病人僅須接受尿道局部麻醉；這是在進行膀胱鏡前，将含有局部麻醉劑的無菌潤滑液注入尿道中作為麻醉，之後再將膀胱鏡經尿道伸入以取出導管。 